# Martinebrón
Martinebrón fue una aldea española, hoy día deshabitada, ubicada en el término municipal de Sotoserrano, perteneciente a la provincia de Salamanca, en la comunidad autónoma de Castilla y León.

## Historia
Hacia mediados del siglo XIX, el lugar, perteneciente a Sotoserrano, tenía contabilizada una población de 84 habitantes. La localidad aparece descrita en el decimoprimer volumen del Diccionario geográfico-estadístico-histórico de España y sus posesiones de Ultramar de Pascual Madoz de la siguiente manera:

MARTIN HEBRON: ald. agregada al ayunt. de Sotoserrano (1 leg.) en la prov. de Salamanca (13), part. jud. de Sequeros (2), dióc. de Coria (13), aud. terr. y c. g. de Valladolid (34). Se halla sit. al SO. de Sotoserrano en la cima de un cerrito bien ventilado con clima muy sano. Se compone de 14 casas bastante bajas, tejados con pizarra y de mal aspecto. El térm. está confundido con el de su ayunt. (V.) El terreno es muy quebrado, cubierto casi todo de jarales; pasa por él el r. Cuerpo de Hombre. prod. un poco centeno, algun aceite, patatas y nabos, aunque en cantidad escasa. La ocupacion de estos moradores se reduce á apacentar algunos atajos de cabras y á buscar trabajo en los pueblos inmediatos. pobl.: 19 vec., 84 alm. Esta ald. se encuentra ya en el mísero y solitario pais de las Hurdes, cuyas circunstancias pueden verse en su art. especial.
(Madoz, 1848, p. 262)

Hoy día es un despoblado.